# Mozole (obwód brzeski)
Mozole (biał. Мазалі; ros. Мозоли) – wieś na Białorusi, w obwodzie brzeskim, w rejonie prużańskim, w sielsowiecie Zieleniewicze, przy drodze republikańskiej P44.
W dwudziestoleciu międzywojennym leżały w Polsce, w województwie białostockim, w powiecie wołkowyskim.